# Синдром постуральной ортостатической тахикардии
Синдром постуральной ортостатической тахикардии — состояние, при котором переход из положения лежа в положение стоя вызывает аномально большое увеличение частоты сердечных сокращений. Симптомы включают в себя головокружение, проблемы с мышлением, нечеткость зрения слабость. Другие часто сопутствующие состояния включают  в себя синдром Элерса-Данлоса, синдром активации тучных клеток, синдром раздраженного кишечника, бессонницу, хронические головные боли,  болезнь системной непереносимости нагрузок и фибромиалгию.
Причины возникновения синдрома разнообразны. Часто он начинается после вирусной инфекции, операции или беременности.  Диагноз у взрослых ставится на основании увеличения частоты сердечных сокращений более чем на 30 ударов в минуту в течение десяти минут после вставания, что сопровождается указанными выше симптомами. Однако пониженного кровяного давления при стоянии не наблюдается. Другие состояния, которые могут вызывать подобные симптомы, такие как обезвоживание, проблемы с сердцем, гипокортицизм и болезнь Паркинсона, также не наблюдаются.
Лечение может включать в себя избегание факторов, вызывающих симптомы, увеличение потребления соли и воды, компрессионные чулки, физические упражнения, когнитивно-поведенческую терапию (КПТ) и прием лекарств. Используемые лекарства могут включать в себя бета-адреноблокаторы, пиридостигмин, мидодрин или флудрокортизон. Более 50% пациентов, чье состояние было вызвано вирусной инфекцией, выздоравливают в течение пяти лет. Около 90% пациентов чувствуют себя лучше после лечения. По оценкам, от этого состояния в Соединенных Штатах пострадало около 500 000 человек. Средний возраст начала заболевания составляет 20 лет, и оно встречается примерно в 5 раз чаще у женщин, чем у мужчин.